# The Event
Pour le film, voir The Event (film).
The Event, ou Le Complot au Québec, est une série télévisée américaine en 22 épisodes de 42 minutes créée par Nick Wauters et diffusée entre le 20 septembre 2010 et le 23 mai 2011 sur le réseau NBC et en simultané sur Citytv au Canada.
Au Québec, la série est diffusée depuis le 22 août 2011 sur Ztélé, en France à partir du 22 septembre 2011 sur Canal+ et à partir du 5 janvier 2013 sur D8, et en Belgique depuis le 27 janvier 2012 sur RTL TVI.

## Synopsis
Vers la fin de la Seconde Guerre mondiale, un vaisseau s'est écrasé sur les montagnes de Brooks Range au nord de l'Alaska. Il a été déterminé que les occupants de ce vaisseau, malgré leur apparence humaine, n'étaient pas d'origine terrestre. L'analyse de leur ADN a permis de mettre en évidence une différence d'un peu moins de 1 % par rapport à l'ADN des humains. Par ailleurs, leur espérance de vie est beaucoup plus élevée que celle des humains, car ils ne vieillissent pas.
Lors du crash, 97 survivants ont été capturés par le Gouvernement fédéral des États-Unis et enfermés dans un complexe secret bâti spécialement pour eux près du mont Inostranka en Alaska où ils sont surveillés en permanence par les services secrets. Lors du crash, les survivants qui n'avaient pas été blessés se sont échappés à pied, sous la conduite de l'un d'entre eux, Thomas, et se sont fondus dans la population humaine. Ceux qui étaient incapables de marcher ont été faits prisonniers et sont restés à Inostranka, sous la direction de Sophia, qui a choisi de rester prisonnière pour veiller sur son peuple.
Peu après son élection, le président Martinez apprend l'existence de cette base secrète d'Inostranka et, après avoir rencontré Sofia et jugé que les prisonniers ne présentaient aucun danger, il décide de révéler l'affaire et de les libérer. Alors qu'il est sur le point de rendre publique la nouvelle, contre l'avis de ses services secrets et de la plupart des membres de son cabinet, un attentat à l'avion est déjoué à l'aide d'une technologie non terrienne. Les services secrets, qui pensaient détenir tous les rescapés extraterrestres dans leur base secrète de l'Alaska réalisent que des aliens se sont fondus dans la population humaine, et que ce sont eux qui sont intervenus, avec une technologie non humaine, pour éviter le crash de l'avion et ainsi sauver le président. Malheureusement, cette révélation de leur existence se retourne contre eux et le président Martinez, loin de leur être reconnaissant de l'avoir sauvé, lui et sa famille, change d'opinion et décide de sursoir à la libération des prisonniers d'Inostranka.
Sean Walker, un jeune homme ordinaire, part avec sa fiancée, Leila Buchanan, faire une croisière dans les Caraïbes. Pendant la croisière, Leila est enlevée et sa mère tuée. Sean se retrouve malgré lui au centre d'une conspiration qui a pour but d'assassiner Elias Martinez, le nouveau Président des États-Unis. Michael Buchanan, le père de Leila, commandant de bord, est obligé par les ravisseurs de sa fille, à détourner l'avion qu'il conduit sur Miami contre la résidence d'été du président où celui-ci fête l'anniversaire de son fils. Les destins de ces protagonistes, tous entraînés dans un complot d'une grande envergure qui pourrait bien bouleverser le sort de l'humanité, vont être amenés à se télescoper.

## Distribution

### Acteurs principaux
- Jason Ritter (VF : Taric Mehani) : Sean Walker
- Sarah Roemer (VF : Delphine Rivière) : Leila Buchanan
- Blair Underwood (VF : Bruno Dubernat) : Président Elias Martinez
- Laura Innes (VF : Catherine Davenier) : Sophia Maguire
- Ian Anthony Dale (VF : Bruno Choël) : Simon Lee
- Željko Ivanek (VF : Hervé Bellon) : Blake Sterling
- Scott Patterson (VF : Patrick Laplace) : Michael Buchanan
- Clifton Collins Jr. (VF : Xavier Béja) : Thomas
- Bill Smitrovich (VF : Patrick Raynal) : Vice-Président Raymond Jarvis
- Lisa Vidal (VF : Laura Zichy) : Christina Martinez
- Taylor Cole (VF : Chloé Berthier) : Vicky Roberts

### Acteurs secondaires
- Hal Holbrook : James Dempsey (10 épisodes)
- Heather McComb : Agent Angela Collier (7 épisodes)
- D. B. Sweeney : Carter (6 épisodes)
- Scott Michael Campbell (en) : Justin Murphy (5 épisodes)
- Necar Zadegan : Isabel (5 épisodes)
- Wes Ramsey : Greg Kervin (épisodes 1 et 2)
- Virginia Madsen : Senator Catherine Lewis (épisodes 11 et 12, 16 et 17)
- Gabrielle Carteris : Diane Geller (épisodes 13 et 14)

- Version française
Société de doublage : Imagine[5],[6]
Direction artistique : Philippe Peythieu[5],[6]
Adaptation des dialogues : Ludovic Manchette et Christian Niemiec.

 Source et légende : version française (VF) sur RS Doublage et Doublage Séries Database

## Production
Le projet de Steve Stark a débuté en décembre 2009, annoncée comme un mélange entre les deux séries à succès 24 Heures chrono et Lost : Les Disparus. Le pilote a été commandé au début janvier 2010.
Le casting a débuté en février 2010, dans cet ordre : Jason Ritter, Željko Ivanek et Ian Anthony Dale, Sarah Roemer et Scott Patterson, Laura Innes, Blair Underwood, Wes Ramsey et Taylor Cole.
Le 7 mai 2010, NBC commande la série, puis lors des Upfronts une semaine plus tard, place la série dans la case du lundi à 21 h à l'automne.
En juillet 2010, Clifton Collins Jr. se joint à la distribution principale, puis en septembre, Hal Holbrook décroche un rôle récurrent.
Le 18 octobre 2010, NBC commande neuf épisodes supplémentaires.
En novembre 2010, un rôle a été offert à Connie Britton (qu'elle n'a pas accepté), en décembre, Virginia Madsen décroche un rôle récurrent, puis en février 2011, au tour de Gabrielle Carteris.
Le 13 mai 2011, NBC annonce que la série ne sera pas renouvelée l'année suivante.
Le 1er juin, des médias annoncent que la chaîne Syfy négocie pour conclure la série sous forme de mini-série. Cela ne s'est pas concrétisé.

## Épisodes
1. Je ne vous ai pas encore tout dit (I Haven't Told You Everything)
2. Les 97 d'Inostranka (To Keep Us Safe)
3. Une vérité dérangeante (Protect Them from the Truth)
4. Une question de vie et de mort (A Matter of Life and Death)
5. Rapport de forces (Casualties of War)
6. Anges et Démons (Loyalty)
7. Je sais qui tu es (I Know Who You Are)
8. Pour le bien de notre pays (For the Good of Our Country)
9. Le Pouvoir à portée de main (Your World to Take)
10. Plus rien ne sera comme avant (Everything Will Change)
11. Ils arrivent (And Then There Were More)
12. Inostranka (Inostranka)
13. Le Cauchemar d'Elias (Turnabout)
14. Supernova (A Message Back)
15. Sacrifices (Face Off)
16. Une solution pérenne (You Bury Other Things Too)
17. Un nouvel ordre mondial (Cut Off the Head)
18. La Succession (Strain)
19. 50 millions de morts (Us or Them)
20. L'Hybride (One Will Live, One Will Die)
21. La fin justifie les moyens (The Beginning of the End)
22. Le Grand Jour (Arrival)

## Audiences

### Aux États-Unis

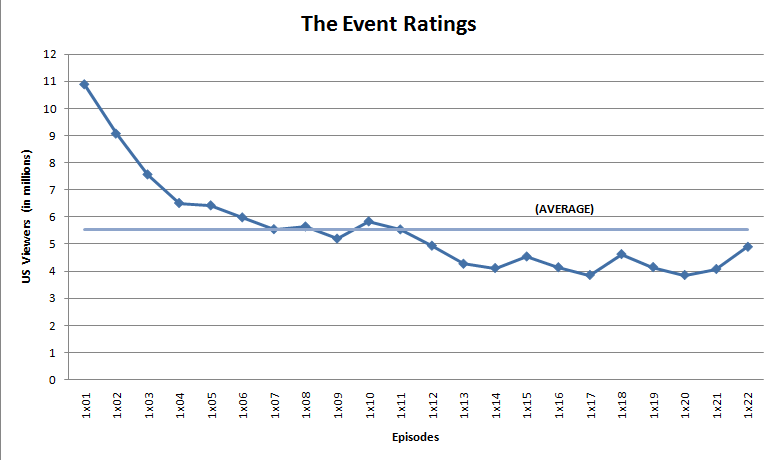
Audiences aux États-Unis

Le pilote a rassemblé 10,88 millions de téléspectateurs. Après avoir tenu une moyenne de 9,1 millions de téléspectateurs pour les quatre premiers épisodes, NBC a commandé une saison complète de 22 épisodes. Les audiences ont continué d'être en baisse.

## Sortie DVD et Blu-ray (France)
L'intégrale des épisodes est sortie en coffret DVD  et Blu-ray  le 2 décembre 2011 chez Universal Pictures en France. Bien que sortie aussi en Grande Bretagne sur le support Blu-Ray, il est à noter que la série n'est pas sortie sur ce support dans son pays d'origine, fait rare pour le rappeler.